# Kalwaka
Kalwaka är en ort i Burkina Faso.   Den ligger i regionen Centre-Ouest, i den centrala delen av landet, 70 km väster om huvudstaden Ouagadougou. Kalwaka ligger 315 meter över havet och antalet invånare är 2 175.
Terrängen runt Kalwaka är platt. Närmaste större samhälle är Boulpon, 15,7 km nordost om Kalwaka.
Omgivningarna runt Kalwaka är i huvudsak ett öppet busklandskap. Runt Kalwaka är det ganska tätbefolkat, med 83 invånare per kvadratkilometer.